# كليات الخليج
كليات الخليج هي كلية سعودية تهتم في العلوم الإنسانية والإدارية،  تأسست في محافظة حفر الباطن بتاريخ 1437هـ.

## تخصصات الكلية
1. القانون
2. تقنية المعلومات
3. إدارة الأعمال
4. اللغة الإنجليزية